# Contre-la-montre masculin aux championnats du monde de cyclisme sur route 2015
Navigation
Ponferrada 2014 Doha 2016
Le contre-la-montre masculin aux championnats du monde de cyclisme sur route 2015 a lieu le 23 septembre 2015 à Richmond, aux États-Unis, sur un parcours de 53,10 km.

## Présentation

### Participants

#### Qualification
Toutes les fédérations nationales peuvent inscrire 4 coureurs dont 2 partants. En plus de ce nombre, le champion du monde sortant et les champions continentaux actuels peuvent participer.
| Champion                   | Nom             | Pays            | Participation           |
| -------------------------- | --------------- | --------------- | ----------------------- |
| Champion du monde en titre | Bradley Wiggins | Grande-Bretagne | Ne participent pas      |
| Champion d'Afrique         | Tsgabu Grmay    | Éthiopie        | Ne participent pas      |
| Champion panaméricain      | Carlos Oyarzun  | Chili           | Ne participent pas      |
| Champion d'Asie            | Hossein Askari  | Iran            | Ne participent pas      |
| Champion d'Océanie         | Michael Hepburn | Australie       | Participation confirmée |

## Primes
L'UCI attribue un total de 7 766 € aux trois premiers de l'épreuve.
| Position | 1er     | 2e      | 3e      | Total   |
| Montant  | 3 833 € | 2 300 € | 1 633 € | 7 766 € |

## Classement
|                           | Coureur                         | Pays              | Temps           |
| ------------------------- | ------------------------------- | ----------------- | --------------- |
| Médaille d'or, monde      | Vasil Kiryienka                 | Biélorussie       | 1 h 02 min 29 s |
| Médaille d'argent, monde  | Adriano Malori                  | Italie            | + 9 s           |
| Médaille de bronze, monde | Jérôme Coppel                   | France            | + 26 s          |
| 4                         | Jonathan Castroviejo            | Espagne           | + 29 s          |
| 5                         | Tom Dumoulin                    | Pays-Bas          | + 1 min 01 s    |
| 6                         | Rohan Dennis                    | Australie         | + 1 min 07 s    |
| 7                         | Tony Martin                     | Allemagne         | + 1 min 16 s    |
| 8                         | Maciej Bodnar                   | Pologne           | + 1 min 17 s    |
| 9                         | Marcin Białobłocki              | Pologne           | + 1 min 22 s    |
| 10                        | Moreno Moser                    | Italie            | + 1 min 31 s    |
| 11                        | Jan Bárta                       | Tchéquie          | + 1 min 34 s    |
| 12                        | Taylor Phinney                  | États-Unis        | + 1 min 36 s    |
| 13                        | Nélson Oliveira                 | Portugal          | + 1 min 52 s    |
| 14                        | Steve Cummings                  | Royaume-Uni       | + 1 min 58 s    |
| 15                        | Michael Hepburn                 | Australie         | + 1 min 59 s    |
| 16                        | Matthias Brändle                | Autriche          | + 1 min 59 s    |
| 17                        | Alex Dowsett                    | Royaume-Uni       | + 2 min 06 s    |
| 18                        | Jurgen van den Broeck           | Belgique          | + 2 min 15 s    |
| 19                        | Stefan Kueng                    | Suisse            | + 2 min 17 s    |
| 20                        | Luke Durbridge                  | Australie         | + 2 min 18 s    |
| 21                        | Rasmus Christian Quaade         | Danemark          | + 2 min 19 s    |
| 22                        | Lawson Craddock                 | États-Unis        | + 2 min 27 s    |
| 23                        | Wilco Kelderman                 | Pays-Bas          | + 2 min 31 s    |
| 24                        | Andriy Grivko                   | Ukraine           | + 2 min 32 s    |
| 25                        | Hugo Houle                      | Canada            | + 2 min 35 s    |
| 26                        | Luis León Sánchez               | Espagne           | + 2 min 45 s    |
| 27                        | Kanstantsin Siutsou             | Biélorussie       | + 2 min 47 s    |
| 28                        | Gatis Smukulis                  | Lettonie          | + 2 min 56 s    |
| 29                        | Rein Taaramae                   | Estonie           | + 2 min 56 s    |
| 30                        | Silvan Dillier                  | Suisse            | + 2 min 56 s    |
| 31                        | Yves Lampaert                   | Belgique          | + 2 min 59 s    |
| 32                        | Tanel Kangert                   | Estonie           | + 3 min 01 s    |
| 33                        | Ilnur Zakarin                   | Russie            | + 3 min 07 s    |
| 34                        | Daniil Fominykh                 | Kazakhstan        | + 3 min 13 s    |
| 35                        | Jesse Sergent                   | Nouvelle-Zélande  | + 3 min 13 s    |
| 36                        | Alexey Lutsenko                 | Kazakhstan        | + 3 min 23 s    |
| 37                        | Vegard Stake Laengen            | Norvège           | + 3 min 25 s    |
| 38                        | Gustav Larsson                  | Suède             | + 3 min 25 s    |
| 39                        | Aleksejs Saramotins             | Lettonie          | + 3 min 26 s    |
| 40                        | Ramūnas Navardauskas            | Lituanie          | + 3 min 30 s    |
| 41                        | Tobias Ludvigsson               | Suède             | + 3 min 30 s    |
| 42                        | Andreas Vangstad                | Norvège           | + 3 min 43 s    |
| 43                        | Sam Bewley                      | Nouvelle-Zélande  | + 3 min 44 s    |
| 44                        | Ryan Roth                       | Canada            | + 3 min 51 s    |
| 45                        | Christopher Juul Jensen         | Danemark          | + 3 min 55 s    |
| 46                        | Romain Sicard                   | France            | + 3 min 56 s    |
| 47                        | Alexandr Pliuschin              | Moldavie          | + 4 min 00 s    |
| 48                        | Lukas Pöstlberger               | Autriche          | + 4 min 18 s    |
| 49                        | Mekseb Debesay                  | Érythrée          | + 4 min 20 s    |
| 50                        | Gediminas Bagdonas              | Lituanie          | + 4 min 20 s    |
| 51                        | Rigoberto Uran                  | Colombie          | + 4 min 40 s    |
| 52                        | Nikias Arndt                    | Allemagne         | + 4 min 47 s    |
| 53                        | Petr Vakoč                      | Tchéquie          | + 5 min 01 s    |
| 54                        | Serghei Țvetcov                 | Roumanie          | + 5 min 38 s    |
| 55                        | Polychrónis Tzortzákis          | Grèce             | + 5 min 47 s    |
| 56                        | Manuel Rodas                    | Guatemala         | + 5 min 53 s    |
| 57                        | Tuulkhangai Tuguldur            | Mongolie          | + 6 min 45 s    |
| 58                        | Neófytos Sakellarídis-Mángouras | Grèce             | + 7 min 05 s    |
| 59                        | Muradian Khalmuratov            | Ouzbékistan       | + 7 min 06 s    |
| 60                        | Segundo Navarrete               | Équateur          | + 8 min 50 s    |
| 61                        | Ahmed Elbourdainy               | Qatar             | + 9 min 45 s    |
| 62                        | David Albós                     | Andorre           | + 11 min 55 s   |
| 63                        | Gorgi Popstefanov               | Macédoine du Nord | + 13 min 05 s   |
| 64                        | Juan Martínez Adorno            | Porto Rico        | + 13 min 43 s   |
| 65                        | Carlos Quishpe                  | Équateur          | + 14 min 14 s   |